# Танець душ
«Танець душ» — максі-сингл української співачки Юлії Лорд, який був виданий на компакт-касетах та компакт дисках у 1998 році.

## Історія
Це був дебютний міні-альбом співачки, між яким та наступним диском «8 секунд» 2012 року були лише окремі сингли та різдвяна збірка, випущена разом з Юрієм Гнатовскі.
Пісні «Танець душ», «У мене є щастя», «Шукаю світло», на думку оглядача «України молодої», звучали актуально й через 14 років після виходу платівки.
Пісня «Фото/Брудна як ангел» записана разом з гуртом «Скрябін».
На композицію «Танець душ» було відзнято музичний відеокліп, режисером якого виступив Віктор Придувалов.

## Список композицій
| #                          | Назва                                                  | Тривалість |
| -------------------------- | ------------------------------------------------------ | ---------- |
| 1.                         | «Танець душ»                                           | 5:11       |
| 2.                         | «Можливо сон»                                          | 3:12       |
| 3.                         | «У мене є щастя»                                       | 6:20       |
| 4.                         | «Шукаю світло»                                         | 6:05       |
| 5.                         | «Фото» (за участю Андрія «Кузьми» Кузьменка)           | 6:34       |
| 6.                         | «Танець душ» (Pop Version)                             | 6:18       |
| 7.                         | «Танець душ» (Танець Dy Mix)                           | 5:30       |
| 8.                         | «Шукаю світло» (Раритетний Trip-Hop Mix 96)            | 6:08       |
| 9.                         | «У мене є щастя» (Щось дуже дивне робиться в мені Mix) | 6:14       |
| 10.                        | «Можливо сон» (Іноді я слухаю Dебюсі Mix)              | 3:59       |
| Загальна тривалість: 55:31 |                                                        |            |

## Учасники запису
У записі максі-синглу взяли участь:
- Юлія Лорд — спів, авторка слів і музики (треки 1-4, 6-10);
- Андрій «Кузьма» Кузьменко — спів (трек 5), автор музики (трек 5);
- Олексій Зволінський — гітара, звукорежисер, аранжування (треки 1, 3, 9);
- Сергій Гера — автор музики (трек 5);
- Домішевський Ростислав — автор слів (трек 5);
- Скрябін — авторство слів та аранжування (трек 5);
- Дмитро Прикордонний — продюсер, звукорежисер, аранжування (треки 1, 3, 4, 8 та 9);
- Олександр Слуцький — звукорежисер (трек 2);
- Карим Фадл Насер — звукорежисер (трек 2);
- Сергій Попович — аранжування (треки 4 та 8);
- Василь Ткач — аранжування (трек 6);
- Тарас Бурлін — дизайн;
- Світлана Власюк — артдиректор та стиліст;
- Микола Трох — фотографії.